# Elaphocera perezlopezi
Elaphocera perezlopezi är en skalbaggsart som beskrevs av Ruiz 1996. Elaphocera perezlopezi ingår i släktet Elaphocera och familjen Melolonthidae. Inga underarter finns listade i Catalogue of Life.